# Moschea Ar-Rahman (Pyongyang)
La Moschea Ar-Rahman è una moschea situata nel territorio dell'ambasciata iraniana a Pyongyang, la capitale della Corea del Nord.

## Storia
Costruita nel 2013 nel territorio dell'ambasciata iraniana in Corea del Nord, essa è considerata la prima e unica moschea del Paese ed accoglie musulmani di tutte le correnti.
In virtù della mancanza di altre moschee nel paese, essa viene usata anche dal personale delle ambasciate di altri paesi islamici presenti nella Corea del Nord.